# Nick Mason
Nicholas Berkeley "Nick" Mason (Birmingham, 27. siječnja 1944. ) britanski je glazbenik i automobilist, bubnjar sastava Pink Floyd. Jedini je član sastava koji u njemu svira od samih početaka. Studirao je na Regent Street Polytechnic fakultetu, gdje je upoznao Rogera Watersa, Boba Klosea i Richarda Wrighta, s kojima je formirao sastav Sigma 6.

## Karijera
Pink Floyd
Mason je svirao na svakom albumu Pink Floyda. Minimalno je sudjelovao na albumu A Momentary Lapse of Reason, i to na pjesmama Learning to Fly, On the Turning Away, Yet Another Movie.
Unatoč konfliktima zbog vlasništva imena Pink Floyd, Roger Waters i Nick Mason se sad dobro slažu.
Masonov glas prisutan je na albumima Pink Floyda u pjesmama "Corporal Clegg", "One of These Days", "Signs of Life" i "Learning to Fly".

## Život izvan Pink Floyda
Mason je po drugi put oženjen, ima četvero djece. Dvije kćeri iz prvog braka i dva sina iz drugog. Njegov pravi hobi su utrke automobila. Posjeduje nekoliko klasičnih automobila i uspješno se natjecao na utrci "24 hours of Le Mans".

## Vanjske poveznice
- Bubnjarski profil Nicka Masona